# Курумкан
Курумкан (рос. Курумкан) — село Курумканського району, Бурятії Росії. Входить до складу Сільського поселення Курумкан.
Населення — 5465 осіб (2015 рік).

## Люди
В селі народився Балдаков Бадма Мелентійович (1918—1974) — бурятський радянський оперний співак (бас). 